# Elani del Mississipí
L'elani del Mississipí (Ictinia mississippiensis) és un ocell rapinyaire de la família dels accipítrids (Accipitridae). Cria a boscos de ribera i praderies dels Estats Units, en Arizona, nord de Nou Mèxic, sud-est de Colorado, Kansas, Arkansas, Missouri, Illinois, Kentucky, Tennessee, Louisiana, i nord de Florida. Passa l'hivern a l'est de Bolívia, el Paraguai, sud del Brasil i nord de l'Argentina. El seu estat de conservació es considera de risc mínim.